# نورت پاراوور
نورت پاراوور (به انگلیسی: North Paravur) یک منطقهٔ مسکونی در هند است که در Ernakulam district واقع شده‌است. نورت پاراوور ۹٫۰۲ کیلومتر مربع مساحت و ۳۰٬۰۵۶ نفر جمعیت دارد و ۱۳ متر بالاتر از سطح دریا واقع شده‌است.